# 尼克薩 (密蘇里州)
尼克薩（英語：Nixa）是位於美國密蘇里州克里斯蒂安縣的城市。

## 人口
根據2020年美國人口普查的數據，尼克薩的面積為24.09平方千米，當中陸地面積為24.08平方千米，而水域面積為0.01平方千米。當地共有人口23,257人，而人口密度為每平方千米965人。